# Злочин падре Амаро
Злочин падре Амаро (ісп. El crimen del padre Amaro) — мексиканський фільм 2002 року режисера Карлоса Каррери. В основу сценарію ліг роман португальського письменника Жозе Марія Еса де Кейрош «Злочин падре Амару».
Фільм викликав невдоволення серед католиків, які безуспішно хотіли заборонити показ. Фільм встановив рекорд у мексиканському прокаті, який до цього належав фільму «Секс, сором і сльози».
Фільм був номінований на Премію «Оскар» за кращий фільм іноземною мовою і «Золотий глобус», також у категорії найкращий фільм іноземною мовою.

## Сюжет
Тільки що призначений отець Амаро приїжджає в Лос-Рейєс, невелике містечко у вигаданому штаті Альдана, щоб почати службу в церкві. У місцевого священика отця Беніто роман з власницею ресторану Санхуанерою. Беніто займається будівництвом великого госпіталю, який частково фінансується наркобароном. Інший місцевий священик отець Наталіо підозрюється в підтримці лівих поглядів.
Дочка Санхуанери 16-річна Амелія викладає катехизм місцевим дітям і планує весілля з молодим журналістом Рубеном. Незабаром Амаро закохується в Амелію, а місцева газета публікує інформацію про зв'язки Беніто з наркобароном і відмиванням грошей.

## У ролях
- Гаель Гарсія Берналь — падре Амаро
- Ана Клаудія Таланкон — Амелія Санхуанера
- Санчо Грас — падре Беніто Діас
- Анхеліка Арагон — Агустіна Санхуанера
- Ернесто Гомес Крус — єпископ
- Гастон Мело — Мартін
- Даміан Алькасар — падре Наталіо Перес
- Андрес Монтьєль — Рубен
- Вероніка Лангер — Ампаріто

## Відгуки
На сайті Rotten Tomatoes фільм має рейтинг 62 % на основі 82 рецензій. На сайті Metacritic фільм отримав оцінку 60/100, що означає змішані або середні відгуки.